# مقبس 563
مقبس 563 (بالإنجليزية: Socket 563) وهو مقبس صممته شركة إي أم دي ليستخدم كمقبس منخفض الطاقة للحواسيب المحمولة ولوحدات المعالجة المركزية من نوع آثلون إكس بي أم. وهو يستخدم نوع خاص من شبكة إبر مصفوفة صغيرة التي تحتوي على 563 إبرة. يوجد بعض الحواسيب المكتبية تستخدم هذا مقبس, وإن شركة بي سي تشبس (PCChips) كانت من الشركات التي تبيع لوحات أم تحوي هذا المقبس و وحدة معالجة مركزية و مبرد مطابقين له في منظومة واحدة.